# Vilches (stacja kolejowa)
Vilches (hiszp. Estación de Vilches) – stacja kolejowa w miejscowości Vilches, w prowincji Jaén, we wspólnocie autonomicznej Andaluzja, w Hiszpanii.
Jest obsługiwana przez pociągi Media Distancia przewoźnika Renfe.

## Położenie stacji
Znajduje się na Alcázar de San Juan – Kadyks w km 295,6, na wysokości 472 m n.p.m., pomiędzy stacjami Almuradiel-Viso del Marqués i Linares-Baeza.

## Historia
Stacja została otwarta 25 maja 1865 wraz z oddaniem do użytku odcinka Santa Cruz de Mudela-Venta de Cárdenas linii kolejowej między Manzanares i Kordobą. Linię wybudowała Compañía de los Ferrocarriles de Madrid a Zaragoza y Alicante (MZA). W 1941 w wyniku nacjonalizacji kolei w Hiszpanii stacja, jak i cała linia, stała się częścią RENFE.
Od 31 grudnia 2004 infrastrukturą kolejową zarządza Adif.

## Linie kolejowe
- Alcázar de San Juan – Kadyks